# Amoxco
Amoxco är en ort i Mexiko.   Den ligger i kommunen Tlanchinol och delstaten Hidalgo, i den sydöstra delen av landet, 190 km norr om huvudstaden Mexico City. Amoxco ligger 686 meter över havet och antalet invånare är 316.
Terrängen runt Amoxco är kuperad åt nordväst, men åt sydost är den bergig. Runt Amoxco är det ganska tätbefolkat, med 86 invånare per kvadratkilometer. Närmaste större samhälle är San Felipe Orizatlán, 17,4 km nordost om Amoxco. Omgivningarna runt Amoxco är en mosaik av jordbruksmark och naturlig växtlighet.